# مؤسسه آمریکایی مطالعات افغانستان
مؤسسه آمریکایی مطالعات افغانستان (به انگلیسی: American Institute of Afghanistan Studies، (AIAS))، تأسیس‌شده در سال ۲۰۰۳ (۱۳۸۲)، یک سازمان غیرانتفاعی است که به ترویج مطالعات پیشرفته دربارهٔ افغانستان در ایالات متحده اختصاص دارد. این مؤسسه در دانشگاه بوستون، ماساچوست مستقر است و عضو شورای مراکز پژوهشی آمریکایی در خارج از کشور محسوب می‌شود.
جان اف. ریچاردز (John F. Richards) از دانشگاه دوک از بنیان‌گذاران اصلی این مؤسسه بود و نخستین نشست آن نیز در این دانشگاه برگزار شد. از ۲۰۰۵ (۱۳۸۴) توماس بارفیلد ریاست این مؤسسه را به‌عهده دارد. از زمان تأسیس، بسیاری از دانشگاه‌های آمریکا، از جمله دانشگاه بوستون، کلمبیا، شیکاگو، نیویورک، میشیگان، ویرجینیا و جیمز مدیسون، به این مؤسسه پیوسته‌اند.
مؤسسه AIAS رویکردهای میان‌رشته‌ای را در مطالعات افغانستان ترویج می‌کند و یک برنامه کمک‌هزینه تحقیقاتی برای دانشجویان دکتری که قصد انجام پژوهش‌های میدانی در افغانستان را دارند، ارائه می‌دهد.
نشریه رسمی این مؤسسه افغانستان: نشریه مؤسسه آمریکایی مطالعات افغانستان (Afghanistan: Journal of the American Institute of Afghanistan Studies) است که از سال ۲۰۱۸، دو بار در سال توسط انتشارات دانشگاه ادینبرو منتشر می‌شود. این نشریه در نقطه تلاقی مطالعات خاور نزدیک، آسیای مرکزی و آسیای جنوبی قرار دارد و علاوه بر مسائل جغرافیایی افغانستان، مقالاتی را که به تاریخ و فرهنگ پیشامدرن این منطقه مرتبط است، منتشر می‌کند.